# 尖叶紫珠
尖叶紫珠（学名：Callicarpa acutifolia）是马鞭草科紫珠属的植物，为中国的特有植物。分布在中国大陆的广西、广东等地，一般生于山坡及河边，目前尚未由人工引种栽培。